# ジョージ・ブーリン
ジョージ・ブーリン（George Boleyn, Viscount Rochford, 1504年ごろ - 1536年5月17日）は、イングランドの貴族、外交官、廷臣。ロッチフォード子爵。ヘンリー8世の2番目の王妃アン・ブーリンの兄弟。1536年、アンとの密通および近親相姦の罪で告発され、アンおよび彼女と密通したとされる他の男性たちと一緒に処刑された。

## 生涯
外交官のトマス・ブーリンとその妻エリザベス・ハワードの唯一成育した息子として生まれた。父方の家系は曾祖父のロンドン市長ジェフリー・ブーリンの代から郷紳層の仲間入りをした新興家系に過ぎなかったが、貴族の娘との結婚を通じて宮廷に近づいていた。母は第2代ノーフォーク公爵トマス・ハワードの娘だった。ジョージはおそらく兄弟姉妹の中で最も遅く生まれており、他に成育した2人の姉妹メアリーとアンはどちらも姉であったと考えられている。
ジョージの少年期について詳しいことは全く判明していない。姉のアンが英才教育を受けたことから、息子のジョージも同様の教育をほどこされたものと推測される。オックスフォード大学で学んだと伝えられているが、この逸話に史料的裏付けはない。しかしジョージが知的で教養ある人物で、父や姉と同じくラテン語とフランス語に通じ、詩作や翻訳を行い、宗教的・政治的な論議を楽しむことも出来たことは間違いない。教育を一通り終えたあと彼は宮廷に入り、1514年の宮中におけるクリスマスの式典に参加し、1516年にはヘンリー8世の国王私室の近習に任命された。
1526年にヘンリー8世と姉アンの恋愛が始まると、ブーリン一家は王に取り立てられた。1529年、父トマスはウィルトシャー伯爵位とオーモンド伯爵位を授けられ、ジョージはそれまで父が名乗っていたロッチフォード子爵の称号を、ウィルトシャー伯爵の嗣子として名乗ることを許された。さらに同年12月には若年ながらフランスへの使節に任命された。アンが王妃となった翌年である1534年には、五港長官の顕職を得ている。ジョージは姉アンと同様、宗教改革の熱心な支持者であり、宮中の親プロテスタント派の有力者だった。
ジョージは1524年ないし1525年、モーリー卿の娘でヘンリー8世の又従妹にあたるジェーン・パーカーと結婚したが、間に子供は無く、夫婦仲も良好とは言えなかった。不仲の原因はジョージの男色趣味だったとする説が存在するが、これは当時の宮廷女性の関心の的だったジョージの評判とは矛盾する。
ヘンリー8世のアンに対する寵愛が失われると、ジョージは姉と道連れに破滅に追い込まれた。1536年5月1日、ジョージは宮内官のサー・ヘンリー・ノリス、同じく宮内官サー・ウィリアム・ブレレトン、近習のサー・フランシス・ウェストン、楽士のマーク・スミートンとともに、アン王妃との姦通容疑で逮捕された。ジョージの場合は実姉との密通、つまり近親相姦をも疑われる立場となった。父トマスは実子2人を非難する王の意思に従ったものの、結局は宮廷を追放された。妻のジェーンはブーリン姉弟の仲は親密すぎると証言し、夫と義姉の性的関係の立証に有利な証言をした。現在ではこの近親相姦（そしてアンとその他の宮廷人との姦通）はでっち上げだったと結論されているが、結局は王妃を含む告発された全員が有罪となる。
ジョージは5月15日、姉アンの死刑判決が出て間もなく自身の死刑判決を受けた。そして2日後の5月17日、同罪に問われた4人とともに、ロンドン塔の刑場で斬首された。姉アンの刑死の2日前のことだった。ブーリン姉弟の近親相姦を疑う声は、2人の逮捕以前から彼らの敵対者たちによって囁かれていた。彼らの死後も、カトリック信徒の人々は熱心なプロテスタント信徒だったブーリン姉弟の性的関係を信じ、長い間彼らの罪を非難し続けた。
妻のジェーンは、夫の刑死後、夫の従妹であるヘンリー8世の5番目の王妃キャサリン・ハワードの侍女となったが、キャサリン王妃の姦通の手引きをしたことが露見し、キャサリンとともに処刑された。

## フィクション
映像作品
- 『1000日のアン』（1969年） - 演：マイケル・ジョンソン(Michael Johnson)
- 『The Six Wives of Henry VIII (TV series)』（1970年） - 演：ジョナサン・ニュース（Jonathan Newth）
- 『ブーリン家の姉妹（テレビ映画版）(The Other Boleyn Girl)』（2003年） - 演：スティーヴン・マッキントッシュ
- 『ブーリン家の姉妹（映画版）』（2008年） - 演：ジム・スタージェス
- 『THE TUDORS』（2007年 - 2010年）  - 演：パドレイク・デラニー